# Obszczestwo Gallipolijcew
Obszczestwo Gallipolijcew (ros. Общество Галлиполийцев) – emigracyjna rosyjska organizacja wojskowo-kombatancka w różnych krajach świata działająca od końca 1920 roku.
Stowarzyszenie zostało założone 22 listopada 1920 roku, po ewakuacji resztek wojsk białych z Krymu na półwysep Gallipoli. Na jego czele stanęli gen. Aleksandr P. Kutiepow, gen. Michaił I. Riepjew i gen. Władimir K. Witkowski. Członkami kierownictwa byli ponadto gen. Aleksandr W. von Fok, gen. Nikołaj A. Kaźmin, gen. Michaił A. Piesznia, płk Siergiej A. Macylew, płk Gorbacz. Początkowo jego celem było skupienie b. żołnierzy 1 korpusu armijnego w jednej organizacji, stąd dublowało jego struktury. Z czasem rozwinęło działalność społeczno-kulturalną, pielęgnując tradycje wojskowe i prowadząc samopomoc wśród swoich członków. Celem wojskowym było natomiast przygotowywanie się do walki z reżimem bolszewickim w Rosji. Weszło w skład Rosyjskiego Związku Ogólnowojskowego (ROWS). Stowarzyszenie działało w różnych państwach: we Francji (Związek Gallipojczyków we Francji), na Węgrzech, w Belgii, Bułgarii, Jugosławii, Czechosłowacji, Luksemburgu, USA (Związek Gallipojczyków), Australii, RFN, Szwajcarii, Hiszpanii, Maroku, Syrii, Argentynie. W okresie międzywojennym w Belgradzie było wydawane pismo "Izdatielskij otdieł Obszczestwa Gallipolijcew", zaś w Pradze – miesięcznik "Informacyja jugo-wostocznogo otdieła Obszczestwa Gallipolijcew". W latach 50. i 60. w USA wychodziło pismo "Pieriekliczka".